# بروتي (سيرري)
بروتي (Πρώτη) هي مدينة في سيرري في مقاطعة فوريا إلادا في اليونان.

## أعلام
- قسطنطين كرامنليس